# Бальдринген
Бальдринген (нем. Baldringen) — община в Германии, в земле Рейнланд-Пфальц.
Входит в состав района Трир-Саарбург. Подчиняется управлению Келль ам Зее. Население составляет 260 человек (на 31 декабря 2010 года). Занимает площадь 1,76 км².